# Liebe (Tschechow)

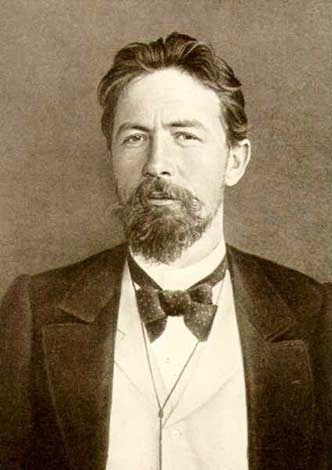
Anton Tschechow

Liebe (russisch Любовь, Ljubow) ist eine Kurzgeschichte des russischen Schriftstellers Anton Tschechow, die am 7. April 1886 in der Tageszeitung Peterburgskaja gaseta unter der Rubrik Flüchtige Notizen erschien.
Der Erzähler hat sich in die 19-jährige Sascha verliebt, ihr einen Liebesbrief geschrieben und kann in jener wunderbaren Aprilnacht nicht schlafen. Die schriftliche Antwort erfolgt prompt und ernüchtert. Sascha hat eine Rechtschreibschwäche. Schwamm drüber! Der Erzähler vereinbart ein Rendezvous im Park. Sascha erscheint und lässt sich in die Junggesellenwohnung des Erzählers führen. Die nächste Ernüchterung: Sascha interessiert sich kaum für naheliegende Liebesdinge, sondern für alte Briefmarken auf herumliegenden Kuverts und für die dringend erforderliche Inventarisierung des Buchbestandes in den Regalen.
In den nächsten Tagen sucht der Erzähler in jeder freien Minute seine Braut in ihrer Wohnung auf. Er wird von mehreren eifrig nähenden weiblichen Wesen mit einem fröhlichen Aufschrei begrüßt. An der Komplettierung der Aussteuer der Braut wird mit Hochdruck gearbeitet. Sascha hat für den Bräutigam kaum Zeit. Mit Mamachen sind in der Passage Besorgungen fällig. Der Erzähler muss sich mit der alten Pimenowna, die im Haushalt das Gnadenbrot isst, unterhalten und hat bald die Nase voll von seiner Rolle als Bräutigam.
Sascha und der Erzähler sind verheiratet. Die hörbar kauende junge Frau findet den Korkenzieher nicht, als ihr Mann trinken will. Der Durstige muss selbst suchen und finden. Der gemeinsame Feierabend müsste gestaltet werden. Der Erzähler empfiehlt Sascha Lektüre und beobachtet, wie sie beim Lesen die Lippen bewegt. Er verzeiht ihr die niedrige Stirn und die sich bewegenden Lippen. Die weitere Ehe läuft so ab: Der Erzähler nimmt die kleinen Fehler seiner Frau hin; ist bei deren gelegentlichen Auftreten gerührt und mitunter geradezu entzückt. Das Motiv solcher Pauschalisierung, gesteht der Erzähler, sei seine Liebe. Und er brütet – allerdings ohne Resultat – über der Frage: Was sind die Motive der Liebe?

## Verwendete Ausgabe
- Gerhard Dick (Hrsg.), Wolf Düwel (Hrsg.): Anton Tschechow: Gesammelte Werke in Einzelbänden: Liebe. S. 509–516 in: Gerhard Dick (Hrsg.): Anton Tschechow: Vom Regen in die Traufe. Kurzgeschichten. Aus dem Russischen übersetzt von Ada Knipper und Gerhard Dick. Mit einem Vorwort von Wolf Düwel. 630 Seiten. Rütten & Loening, Berlin 1964 (1. Aufl.)[3]